# Шарапов, Еши-Доржи
Еши-Доржи Шарапов (1892—1963) — бурятский религиозный деятель, Председатель Центрального духовного управления буддистов СССР (1956—1963), 18-й Пандито Хамбо-лама, доктор буддистской философии.

## Биография
Родился в 1892 году в селе Колошное Хуацайского аймака, Забайкальская область. Отец его был известным лекарем из рода селенгинских бурят. Еши-Доржи три года учился в приходской школе. После её окончания стал учеником Пандито хамбо-ламы Данжи Мункожапова, служил хувараком в Тамчинском дацане.
В 1916 году получил сан гэбши-ламы. Прошёл все ступени буддистского духовного образования. В 1927 году участвовал во Всероссийском духовном соборе буддистов СССР в Москве. 
В 1931 году репрессирован, приговорён к 5 годам лишения свободы, затем выслан в Красноярский край, где работал на различных предприятиях. 
В 1956 году избран Пандито хамбо-ламой, председателем  Центрального духовного управления буддистов СССР.
Глубокие познания в буддийской философии, дар дипломатии, дальновидность Пандито хамбо-ламы Еши Доржи Шарапова вывели буддийскую сангху СССР на международную арену, укрепились связи с буддистами Индии, Непала, Шри-Ланки, Бирмы, Японии, Камбоджи. В 1956 году делегация буддистов СССР во главе с Пандито хамбо-ламой впервые участвовала в IV Всемирной конференции буддистов в столице Непала Катманду. 
В почитание памяти Пандито хамбо-ламы Еши Доржи Шарапова в Иволгинском и Агинском дацанах построены субурганы, с вложением в них его праха.